# Źródło Pociesznej Wody

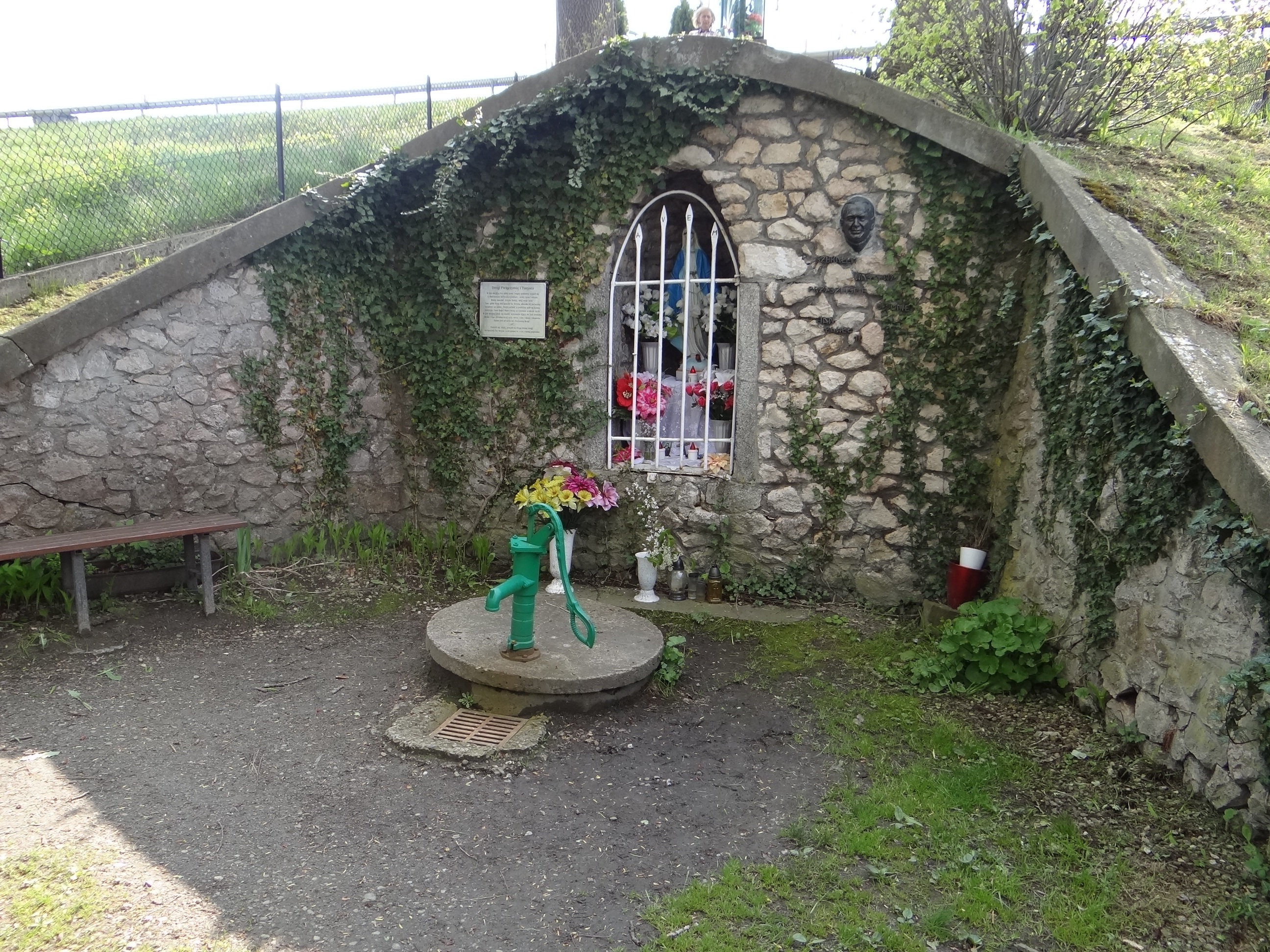
Ujęcie wody w źródełku

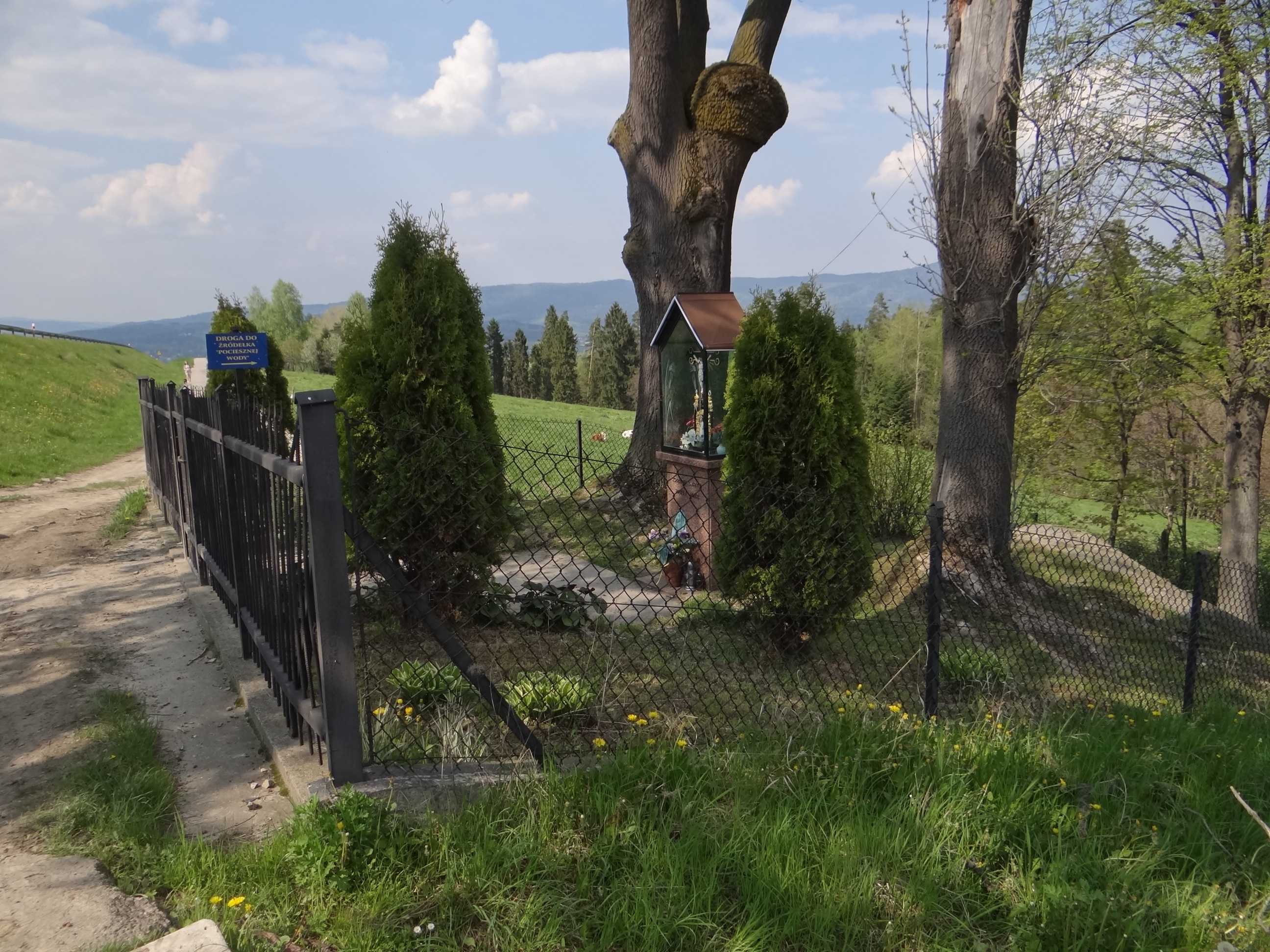
Otoczenie źródełka

Źródło Pociesznej Wody – duże źródło na Piątkowej Górze w Gorcach. Znajduje się poniżej drewnianego, zabytkowego kościoła Świętego Krzyża w Rdzawce, ale po drugiej stronie zakopianki. Położone jest na wysokości 645 m n.p.m. i daje początek potokowi Pocieszna Woda.
Według legendy na miejscu, gdzie obecnie stoi drewniany kościół zbójnicy napadli bogatego kupca, który na ich widok krzyknął: „Krzyżu święty ratuj mnie”. Nad jego głową pojawił się świetlisty krzyż, przerażeni tym zbójnicy uciekli, a w pobliżu wytrysnęło źródło wody. Okoliczna ludność nazwała je Pocieszną Wodą uważając, że daje ona „pocieszenie w zdrowiu”. Uważana była za leczniczą w chorobach nóg i oczu, pili ją i zabierali z sobą pielgrzymi, którzy z dalekich nieraz okolic przychodzili na odpust do kościoła na Piątkowej Górze.
Dawniej nieco powyżej źródła stała karczma, w której zatrzymywali się turyści wędrujący do Zakopanego i w Tatry, m.in. w 1834 gościł w niej Wincenty Pol. Józef Nyka podaje, że dawniej wodę ze źródła doprowadzono rurami do dworu w Rabce. Od 1977 źródło i jego otoczenie jest pomnikiem przyrody. Ochroną objęto obudowane ujęcie wody oraz drzewa w górnej części potoku. Są wśród nich: kasztanowce, klon jawor, lipa drobnolistna i jesiony.
Do Źródła Pociesznej Wody wzdłuż zakopianki doprowadzono ścieżkę spacerową od kościółka na Piątkowej Górze, można do niego dojść także szlakiem turystycznym z miejscowości Rabka-Zdrój. Źródło jest obudowane, znajduje się przy nim figurka Matki Bożej, tablica informacyjna dla turystów i ręczna pompa umożliwiająca nabranie wody.
Źródło Pociesznej Wody znajduje się w granicach miejscowości Chabówka w województwie małopolskim, w powiecie nowotarskim, w gminie Rabka-Zdrój.
Szlak turystyczny
 Rabka-Zdrój – Źródło Pociesznej Wody – kościół Świętego Krzyża w Rdzawce. Czas przejścia: 1:20 h, ↓ 0:55 h.